# Герб Іслям-Тереку
Герб Іслям-Тереку — офіційний символ-герб селища  Іслям-Терек (Іслямтерецького району АРК), затверджений рішенням Кіровської селищної ради № 795 від 17 квітня 2009 року.

## Опис
У щиті, розділеному вилоподібно, виходить золоте дерево; у верхньому червоному полі — срібний пропелер з крилами обабіч, у правому синьому полі — срібний православний хрест, у лівому зеленому — срібний півмісяць ріжками вправо.

## Символіка
Авіаційний символ означає військовий аеродром, розташований поблизу Іслям-Тереку.